# Hôtel du Bouchage
L'hôtel du Bouchage est un hôtel particulier disparu en 1854, situé rue de Marengo à Paris. Il est occupé par Gabrielle d'Estrées, puis devient le Couvent des Pères de l'Oratoire, maison mère de la Société de l'Oratoire de Jésus et de Marie, dont l'église est l'Oratoire du Louvre, chapelle royale du palais du Louvre. Après la Révolution française, c'est le premier siège de la Banque de France. 

## Histoire

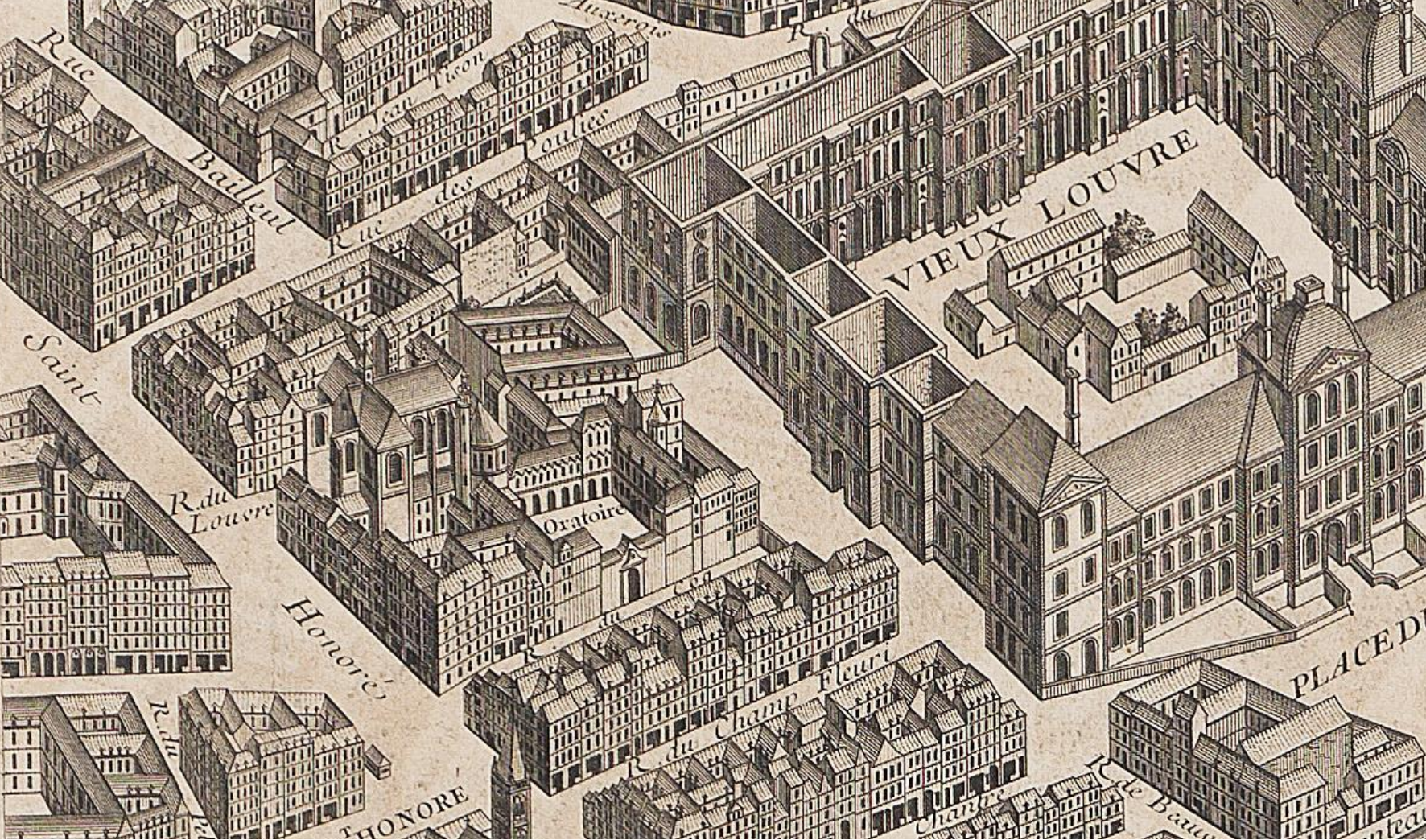
Le Couvent des Pères de l'Oratoire dans son contexte sur le plan de Turgot en 1739

En 1378, l'hôtel particulier est décrit comme hôtel Le Coq, et donne son nom à la rue du Coq, qui est rebaptisée rue de Marengo en 1854. En 1582, il appartient à Henriette-Catherine de Joyeuse (1585-1656) , fille du maréchal de France Henri de Joyeuse, comte du Bouchage. L'hôtel est alors appelé hôtel du Bouchage, ou hôtel de Joyeuse.
Il a sans doute été a résidence de Imbert de Batarnay
Il est occupé un moment par Gabrielle d'Estrées, amante du roi Henri IV qui réside alors au palais du Louvre. Le 28 décembre 1594, le roi y subit une tentative d'assassinat par Jean Chastel. Ce dernier est un élève des Jésuites, et le Parlement de Paris décide de les bannir du royaume, ce qui favorisera ensuite le développement des œuvres éducatives des Pères de l'Oratoire.

Le 20 janvier 1616 il est acheté par le Père Pierre de Bérulle à près de cent mille livres. Il y fait aménager une chapelle, consacrée en mai 1616. En 1621 est posée la première pierre de l'église de l'Oratoire du Louvre. Le couvent est le siège de la Société de l'Oratoire de Jésus et de Marie, avec des logements, des bureaux, une infirmerie et une écurie. Le 11 juillet 1772 est posée la première pierre de l'aile qui fait face au palais du Louvre. Sur les plans de l'architecte du roi M. Breberion s'élève un bâtiment de trois étages avec onze fenêtres de façade. Le dernier étage est réservé à une bibliothèque, riche en manuscrits orientaux, étudiés notamment par l'exégète Richard Simon.

Cadastre et plan du Couvent de l'Oratoire en 1811
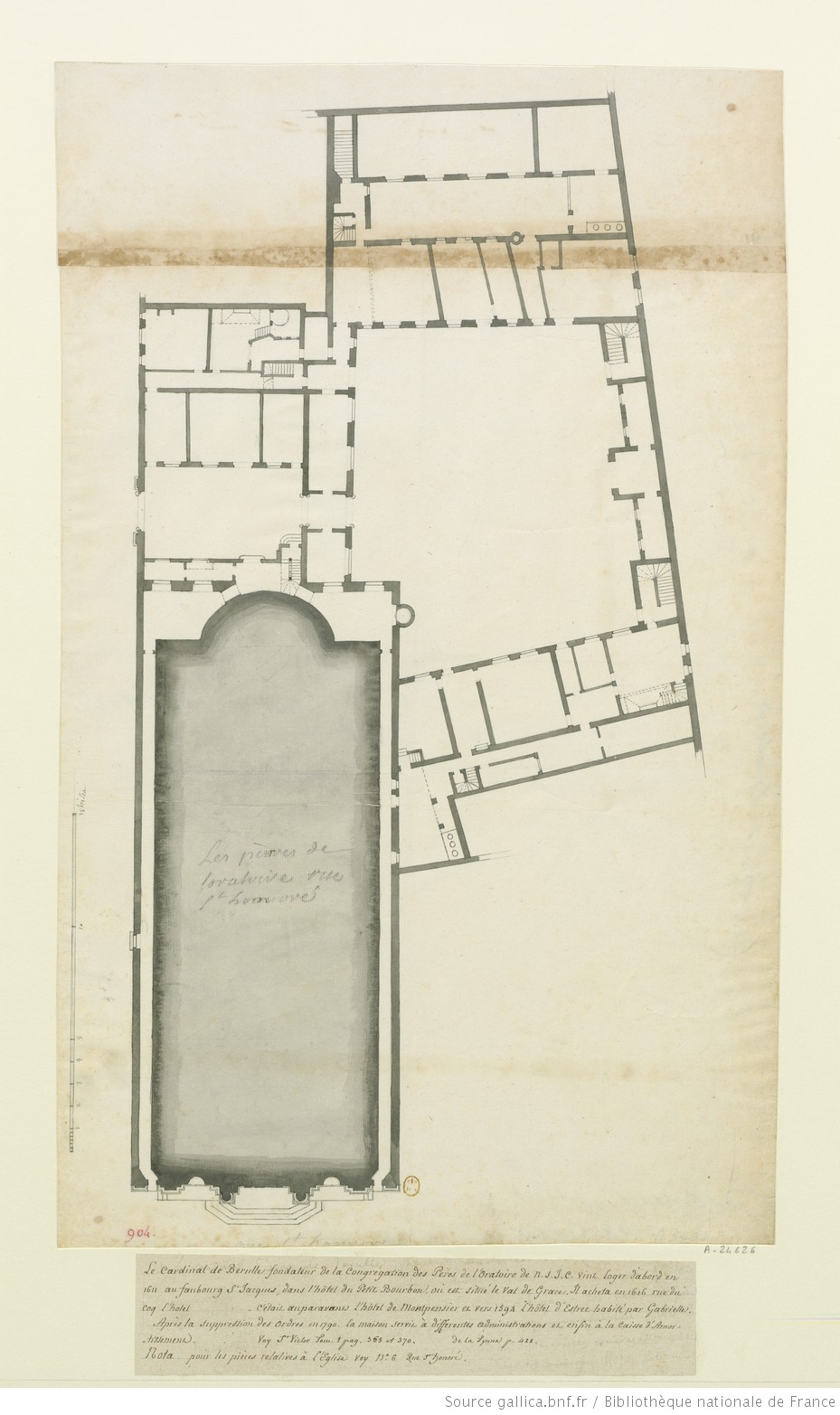
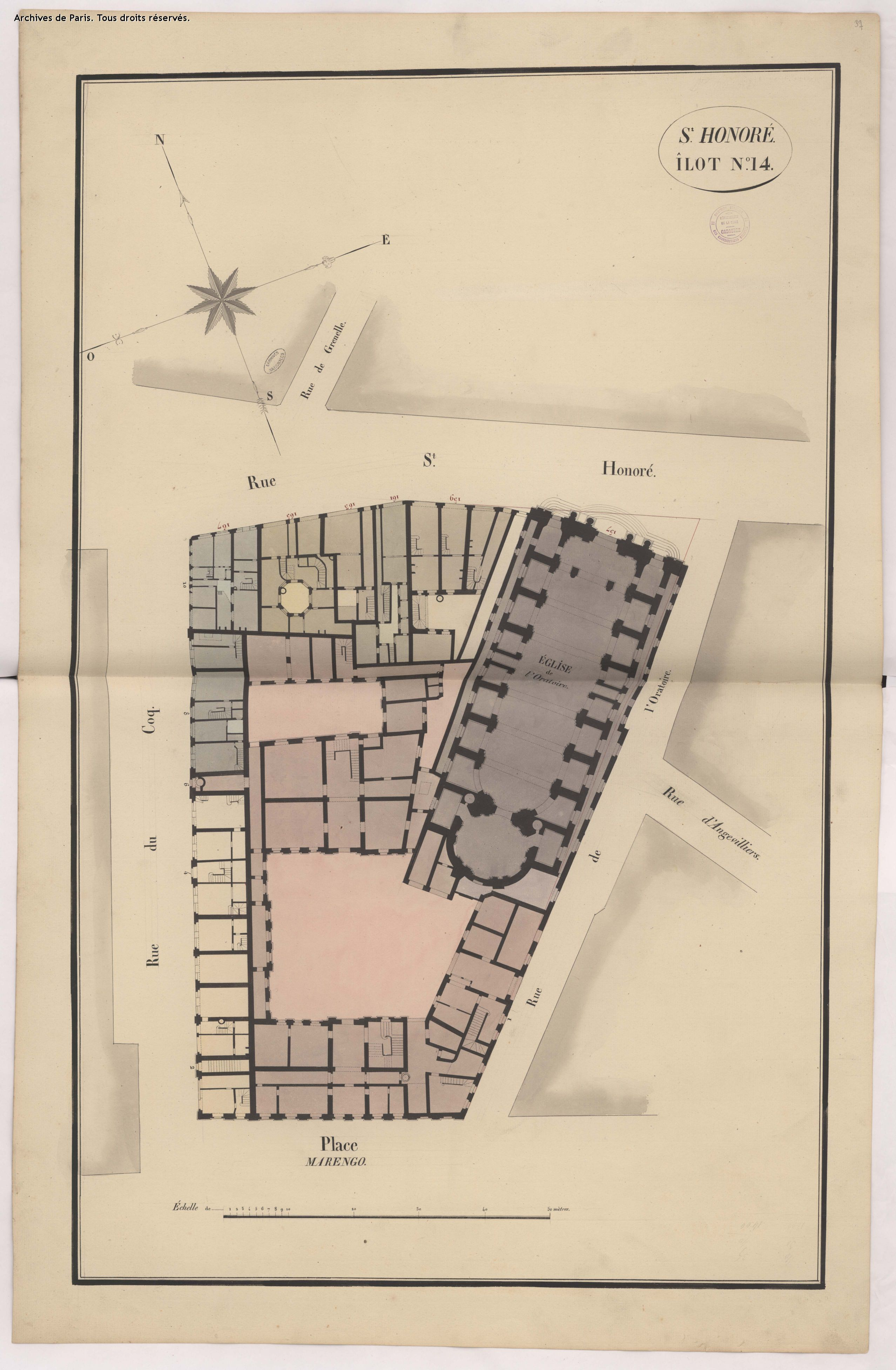

Pendant la Révolution française, les bâtiments sont expropriés. Les congrégations religieuses sont interdites par la Convention le 14 décembre 1792. S'y installent différentes sociétés savantes, dont l'Académie nationale de médecine. C'est le siège de la section révolutionnaire locale de l'Oratoire, renommée ensuite Section des Gardes-Françaises. 

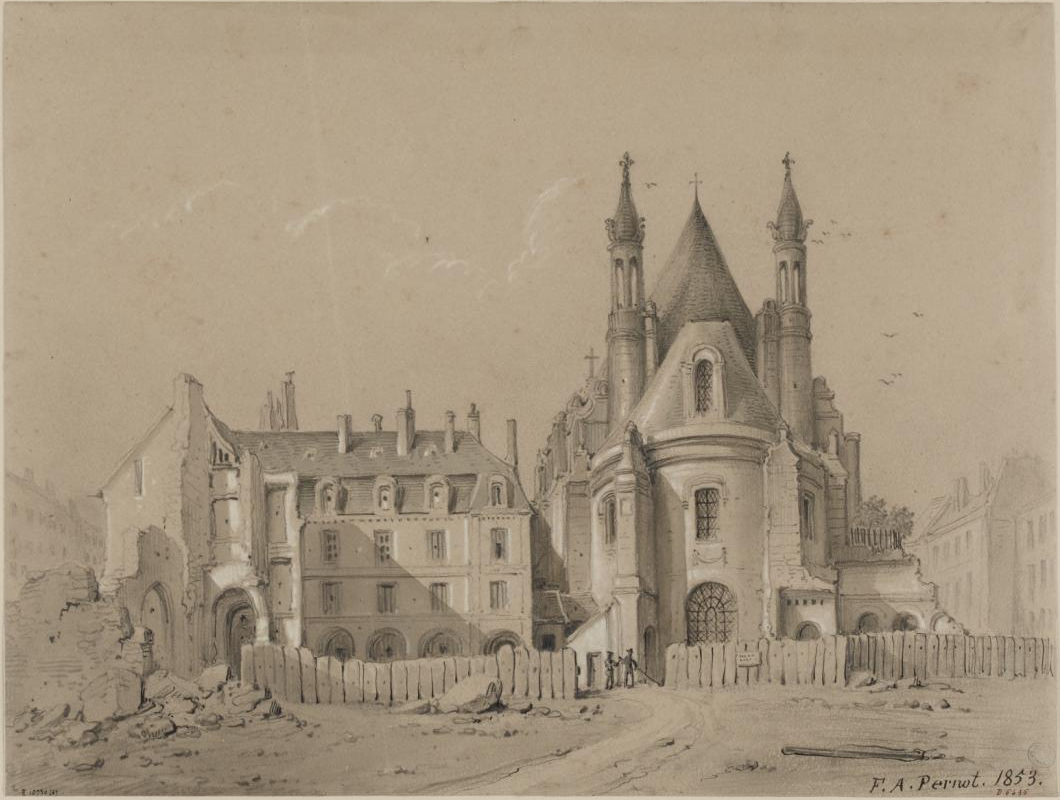
Vue du chevet du temple protestant de l'Oratoire du Louvre et restes du cloître lors de sa démolition pour le percement de la rue de Rivoli, 1853

En 1800 est créée la Banque de France, qui s'installe dans les bâtiments de l'ancien hôtel de Bouchage. Après sa fusion avec la Caisse des comptes courants, elle s'installe définitivement à l'hôtel de Massiac à côté de la place des Victoires. La Caisse d'amortissement, future Caisse des dépôts et consignations s'installe alors sur le site, jusqu'en 1854. En 1811, l'église est confiée par Napoléon Ier au Consistoire réformé de Paris en dédommagement de la destruction de l'église Saint-Louis-du-Louvre. Elle devient le temple protestant de l'Oratoire du Louvre.
En 1854, le percement de la rue de Rivoli entraîne la destruction de l'hôtel de Bouchage. Sur son site est créée une annexe des Grands Magasins du Louvre.